# Erik Varden

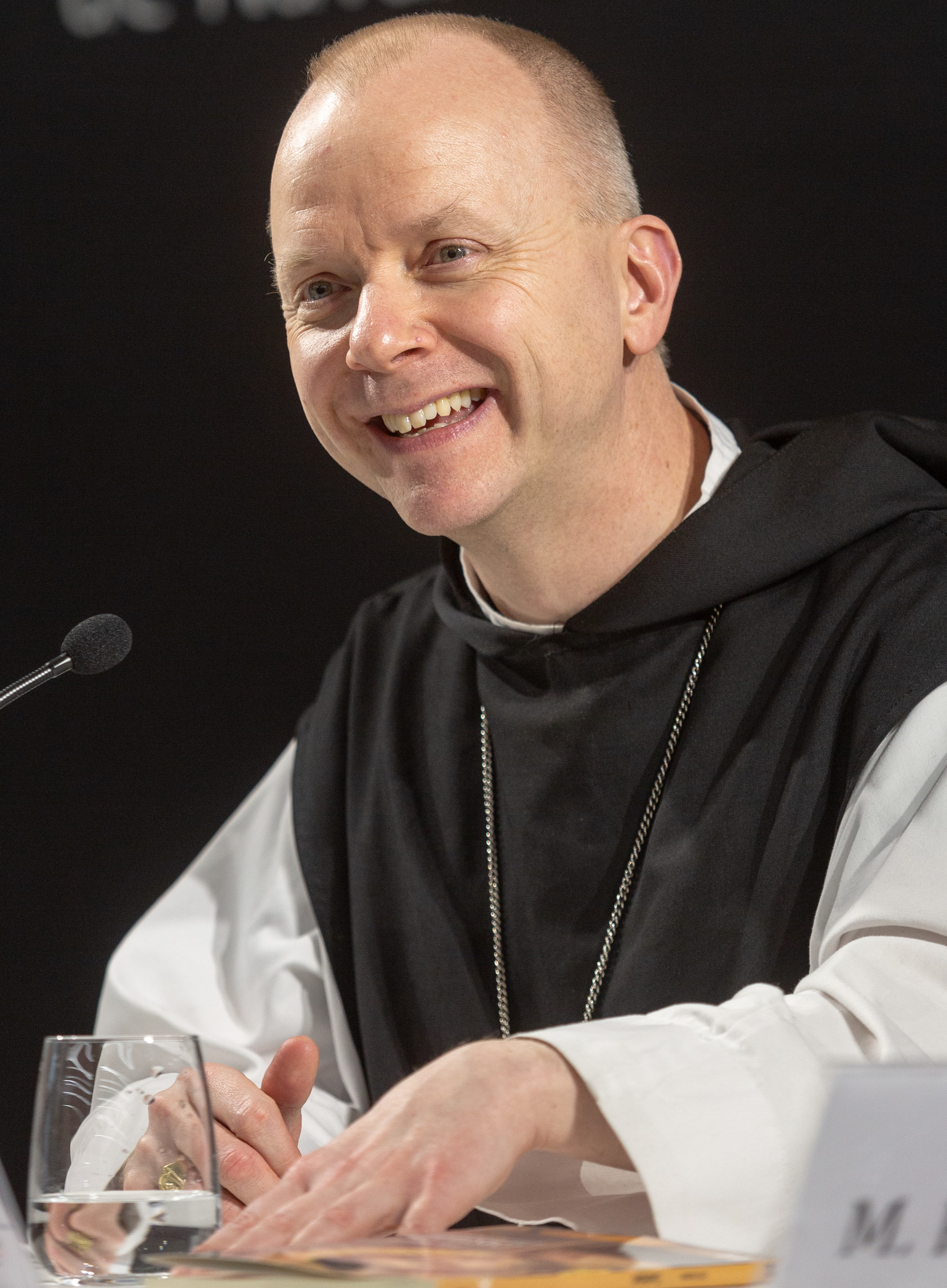
Erik Varden (Februar 2024)

Bischofswappen von Erik Varden

Erik Varden OCSO (* 13. Mai 1974 in Sarpsborg) ist ein norwegischer römisch-katholischer Ordensgeistlicher und Prälat von Trondheim.

## Leben
Erik Varden besuchte von 1990 bis 1992 das Atlantic College in Wales. 1993 konvertierte er zur katholischen Kirche. Er absolvierte seine philosophisch-theologischen Studien in Cambridge und wurde mit einer Dissertation über Pierre de Bérulle zum Dr. theol. promoviert. Nach weiteren Studien zur östlichen Kirche erwarb er am Päpstlichen Orientalischen Institut das Lizenziat. Am 20. April 2002 trat er in der Abtei Mount St. Bernard in Leicestershire in die Ordensgemeinschaft der Trappisten ein, legte am 1. Oktober 2004 die erste und am 6. Oktober 2007 die feierliche Profess ab. Am 16. Juli 2011 empfing er das Sakrament der Priesterweihe durch den Bischof von Nottingham, Malcolm McMahon OP, der ihn am 9. September des Vorjahres bereits zum Diakon geweiht hatte.
Nach der Priesterweihe lehrte er an der Benediktinerhochschule Sant’Anselmo in Rom. Gleichzeitig war er Mitarbeiter der skandinavischen Abteilung von Radio Vatikan. Nach seiner Rückkehr nach England im Jahr 2013 übernahm er die vorläufige Leitung der Abtei Mount St. Bernard in Leicestershire, zu deren Abt er 2015 gewählt wurde.
Am 1. Oktober 2019 ernannte ihn Papst Franziskus zum Prälaten von Trondheim. Die für den 4. Januar des folgenden Jahres geplante Bischofsweihe wurde aus gesundheitlichen Gründen verschoben. Der Bischof von Oslo, Bernt Ivar Eidsvig CRSA, spendete ihm am 3. Oktober 2020 die Bischofsweihe. Mitkonsekratoren waren der Prälat von Tromsø, Berislav Grgić, und der Bischof von Kopenhagen, Czeslaw Kozon. Nach dem Rücktritt von Berislav Grgić wurde er am 31. August 2023 von Papst Franziskus zudem zum Apostolischen Administrator sede vacante et ad nutum Sanctae Sedis der Territorialprälatur Tromsø ernannt.
Am 11. September 2024 wurde er als Nachfolger Czeslaw Kozons zum Vorsitzenden der Nordischen Bischofskonferenz gewählt.

## Schriften
- Redeeming freedom. The principle of servitude in Bérulle. EOS, Sankt Ottilien 2011, ISBN 978-3-8306-7478-8.
- The Shattering of Loneliness: On Christian Remembrance. Bloomsbury, London 2018, ISBN 978-1-4729-5328-5.
- Heimweh nach Herrlichkeit. Ein Trappist über die Fülle des Lebens. Herder, Freiburg 2021, ISBN 978-3-451-38688-6.